# Jukkasjärvi
Jukkasjärvi ( ouça a pronúncia; em finlandês e meänkieli:Jukkasjärvi; em lapão do Norte: Čohkkiras) é uma localidade da Suécia, situada no norte da província histórica da Lapônia.
Tem cerca de 677 habitantes (2018), e pertence à comuna de Kiruna.
Está localizada a norte do Círculo Polar Ártico, a uma distância de 15 km a leste da cidade de Kiruna, na margem norte do rio Torne.
Jukkasjärvi é conhecida pelo seu turismo de pistas selvagens e pelo seu Hotel de gelo de Jukkasjärvi. 
No seu património cultural, consta ainda a igreja lapónica de Jukkasjärvi (Jukkasjärvi kyrka),  num edifício de madeira de 1726.

## Comunicações
A estrada europeia E10 passa na proximidade da localidade, no seu trajeto entre Luleå, Kiruna e Narvik.

## Património turístico
- Hotel de gelo de Jukkasjärvi (Ishotellet i Jukkasjärvi)
- Igreja de Jukkasjärvi (Jukkasjärvi kyrka)

## Galeria

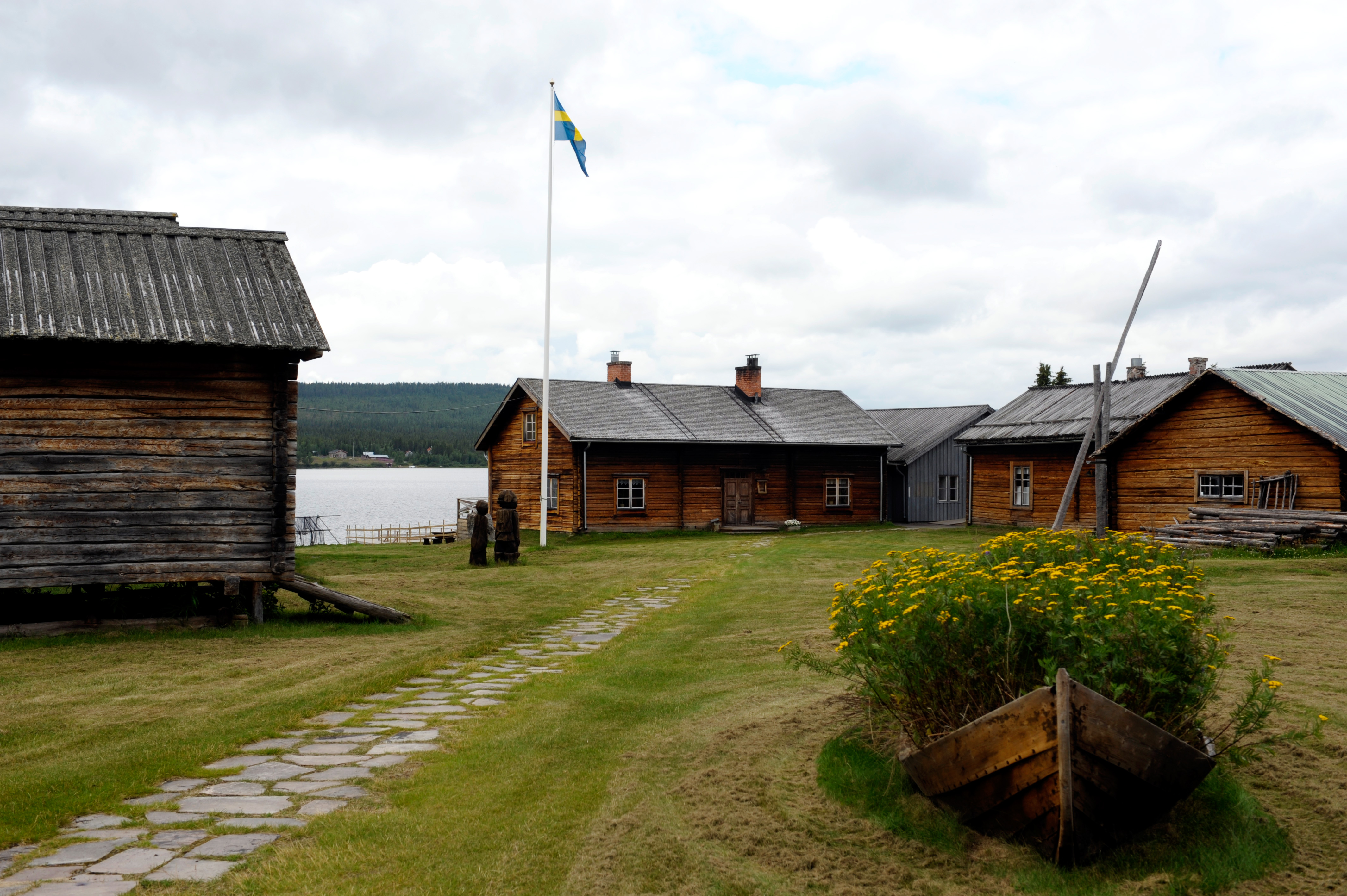
Casas tradicionais de Jukkasjärvi
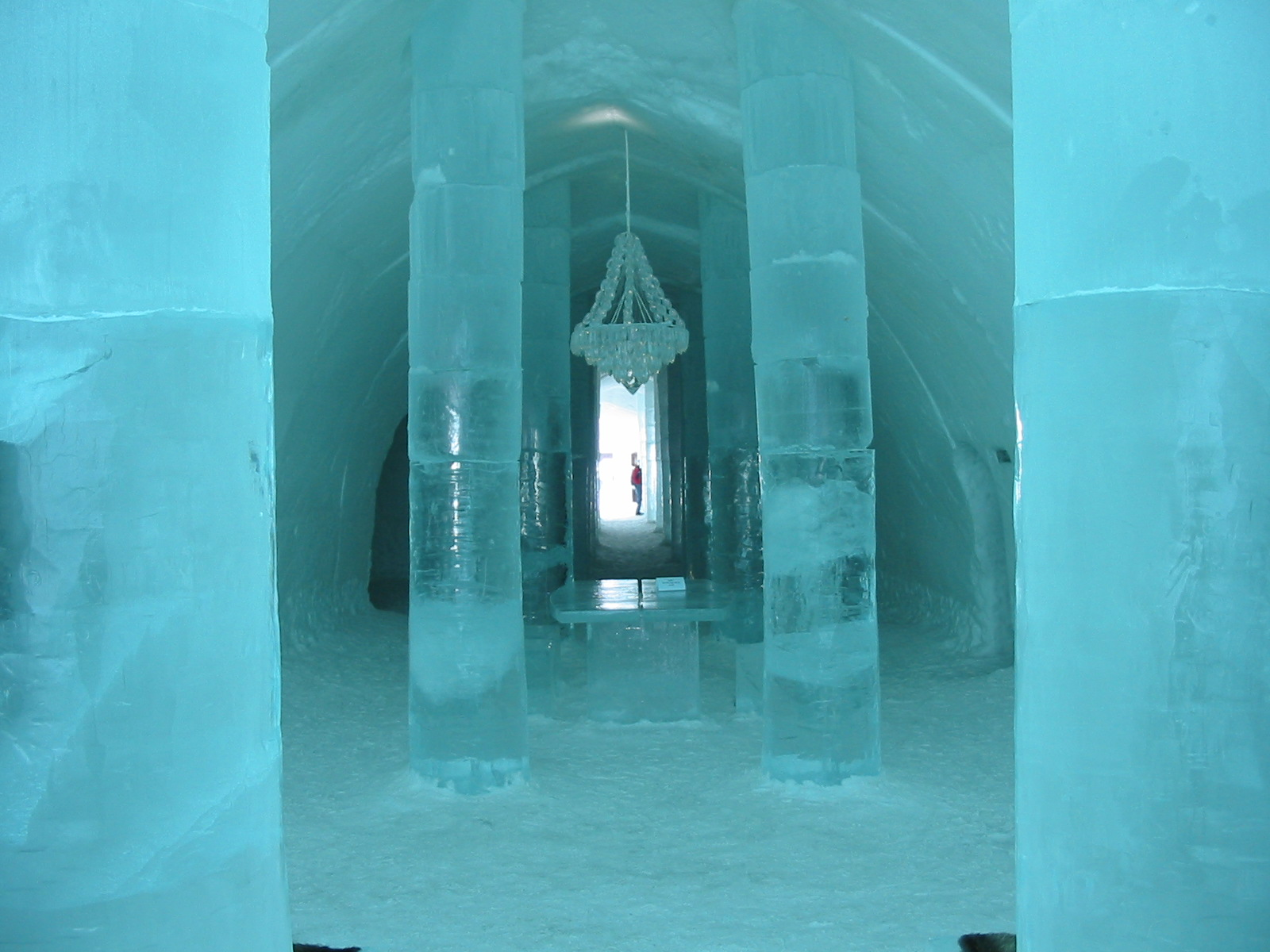
Hotel de gelo de Jukkasjärvi
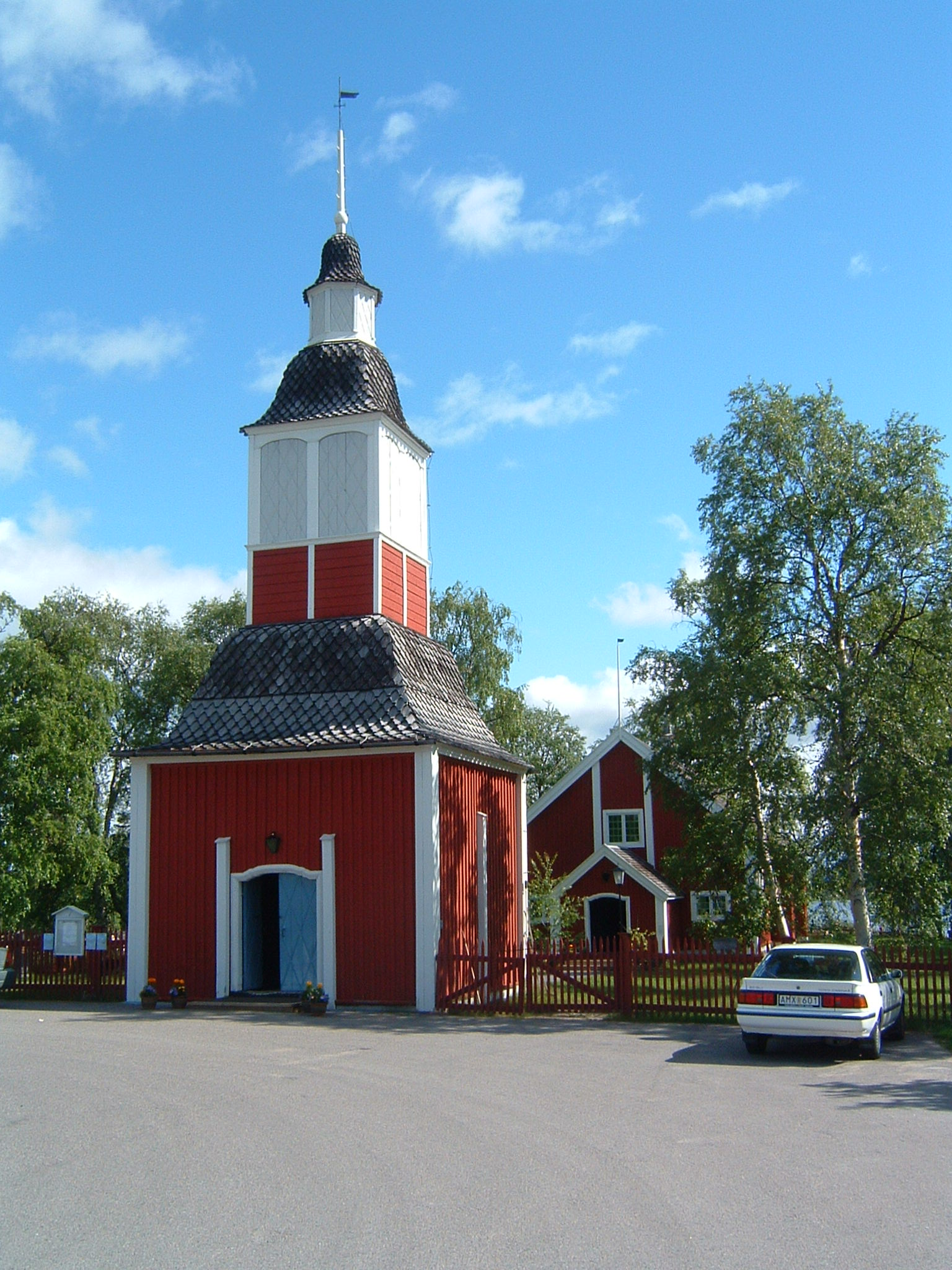
Igreja de Jukkasjärvi
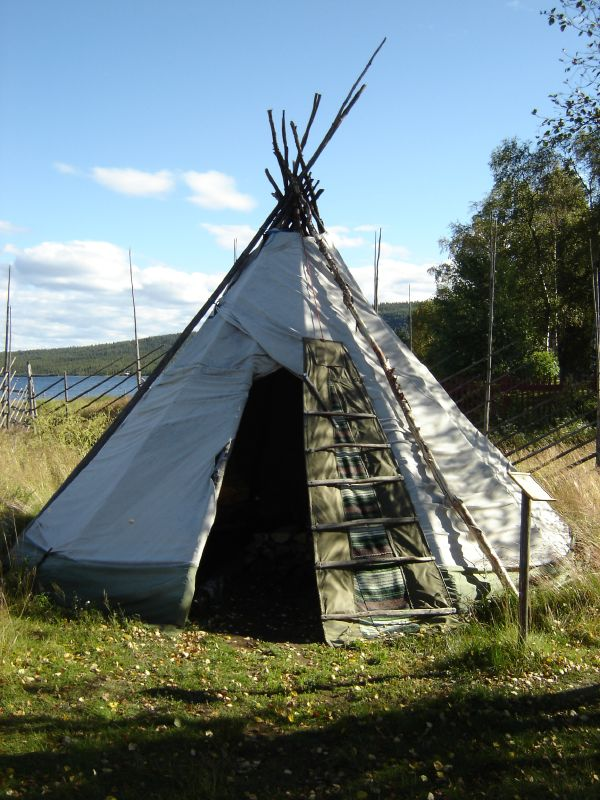
Tenda do povo Sámi (Lapões)